# Neukalen
Neukalen è un comune del Meclemburgo-Pomerania Anteriore, in Germania.
Appartiene al circondario della Seenplatte del Meclemburgo ed è parte della comunità amministrativa (Amt) di Malchin am Kummerower See.

## Collegamenti esterni

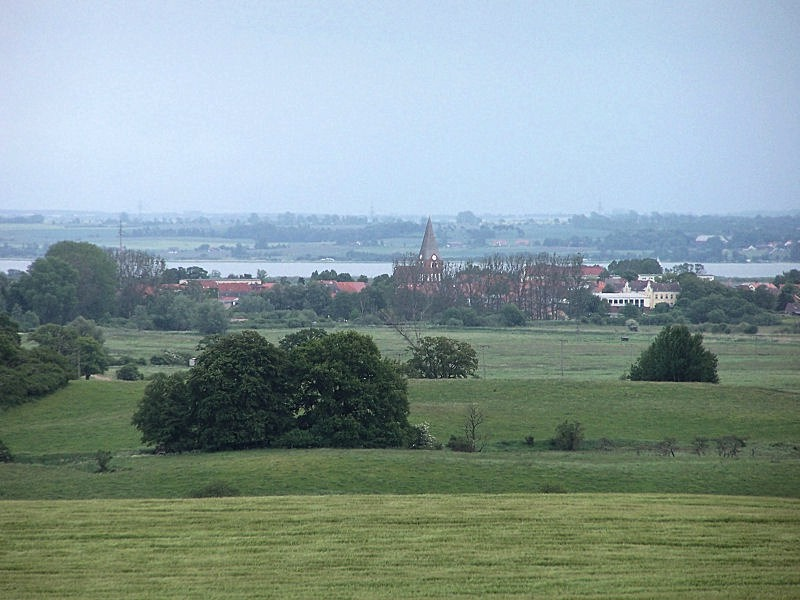
Veduta di Neukalen con, sullo sfondo, il Kummerover See.